# David Berkman
David Berkman (* 28. Dezember 1958 in Cleveland) ist ein US-amerikanischer Pianist, Arrangeur und Komponist des Modern Jazz.

## Leben und Wirken
Berkman, dessen Vater ein Amateur-Jazzpianist ist, begann mit acht Jahren Klavier zu spielen und beschäftigt sich seit seinem zwölften Lebensjahr mit Jazz.  Nach seinem Studium am Berklee College of Music und an der University of Michigan (Bachelor) kehrte er zunächst in seine Geburtsstadt zurück, wo er in lokalen Bands spielte und durchreisende Musiker wie Sonny Stitt, Hank Crawford oder Carter Jefferson begleitete. Seit 1985 lebt er in New York City, wo er seitdem in der dortigen Jazzszene aktiv ist. Er arbeitete als Pianist oder Arrangeur u. a. mit Cecil McBee, Tom Harrell, Joe Lovano, Ray Drummond, Billy Hart, Dakota Staton, Dick Oatts, Tony Malaby, Chris Potter, Scott Wendholt, Lenny White, Dave Stryker, David Fathead Newman und Jane Monheit; auch gehörte er zeitweilig zum Vanguard Orchestra und ging 1989 mit dem Woody Herman Orchestra auf Tournee. Seit Anfang der 2000er Jahre arbeitet er vermehrt als Solist oder mit eigenen Formationen, wie seinem Quartett, Quintett und Sextett, mit denen er auf zahlreichen Festivals in Europa und den Vereinigten Staaten auftrat. Er spielte auch im Duo mit Dave Douglas, 2005 auf der International Trumpet Guild Convention in Bangkok.  
Für seine Leistungen wurde Berkman 2000 mit dem Doris Duke/Chamber Music America New Works Creation and Presentation Grant ausgezeichnet; vier seiner Alben wurden von Kritikern der New York Times, der Village Voice, Downbeat, JazzIz, Jazz Times und anderen Zeitschriften prämiert. Berkman hielt zahlreiche Workshops, unterrichtete an Universitäten und Konservatorien in den USA, Südamerika and Europa. Er verfasste das Buch The Jazz Musician's Guide to Creative Practicing. 
Berkman arbeitete außerdem mit Phil Bancroft, Brian Blade, John Carlson, Matt Penman, Laura Macdonald und Eliot Zigmund. Gegenwärtig leitet Berkman ein Quartett, dem Chris Cheek, Orlando le Fleming und Mark Ferber angehören.

## Diskographische Hinweise
- Communication Theory (Palmetto, 2000) mit Sam Newsome, Steve Wilson, Chris Cheek
- Leaving Home (Palmetto 2001) mit Dick Oatts
- Start Here, Finish There (Palmetto) mit D. Oatts, Ugonna Okegwo, Nasheet Waits
- Live at Smoke (Challenge, 2009) mit Ed Howard
- Six of One (2019)
- Plays Music by John Coltrane and Pete Seeger: Solo Piano (Without, 2020)

## Lexikalischer Eintrag
- Richard Cook, Brian Morton: The Penguin Guide to Jazz Recordings. 8. Auflage. Penguin, London 2006, ISBN 0-14-102327-9.

| Personendaten    | Personendaten                 |
| ---------------- | ----------------------------- |
| NAME             | Berkman, David                |
| KURZBESCHREIBUNG | US-amerikanischer Jazzpianist |
| GEBURTSDATUM     | 28. Dezember 1958             |
| GEBURTSORT       | Cleveland                     |